# Ruschia laxa
Ruschia laxa är en isörtsväxtart som först beskrevs av Carl Ludwig von Willdenow, och fick sitt nu gällande namn av Schwant. apud Jacobsen. Ruschia laxa ingår i släktet Ruschia och familjen isörtsväxter. Inga underarter finns listade i Catalogue of Life.